# Arachnura scorpionoides
Arachnura scorpionoides är en spindelart som beskrevs av Vinson 1863. Arachnura scorpionoides ingår i släktet Arachnura och familjen hjulspindlar. Inga underarter finns listade i Catalogue of Life.